# Ceratina hakkarica
Ceratina hakkarica là một loài Hymenoptera trong họ Apidae. Loài này được Kocourek mô tả khoa học năm 1998.